# Paracheirodon
Genre
Le genre Paracheirodon ne concerne que trois espèces de poissons américains de la famille des Characidés.

## Liste des espèces
Selon FishBase (28 mai 2015):
- Paracheirodon axelrodi (Schultz, 1956)
- Paracheirodon innesi (Myers, 1936)
- Paracheirodon simulans (Géry, 1963)